# Dominique Durand (journaliste)
Pour les articles homonymes, voir Dominique Durand et Durand.
Dominique Durand, alias Jeanne Lacane, né le 30 décembre 1946 à Metz et mort le 2 juillet 2006 en Italie, est un journaliste français.
Journaliste au journal Combat, au Quotidien du Médecin puis enfin, à partir de 1972 au Canard enchaîné. Au Canard, il tient diverses chroniques, notamment sous le pseudonyme de Jeanne Lacane, et assure, en tandem avec André Rollin, les critiques littéraires. 